# Минерал
Минерали су природна једињења настала природним (геолошким) процесима која су карактеристичног хемијског састава, имају строго уређену атомску структуру и различите физичке карактеристике. Термин „минерал“ обухвата не само хемијски састав материјала, већ и структуру минерала (кристална решетка). Тако нпр. два минерала могу бити иста по хемијском саставу, али да имају различиту кристалну решетку. Минерали се по саставу крећу од чистих елемената (попут самородног злата, самородног сребра...) и једноставних соли до веома сложених силиката са хиљадама познатих облика (органска једињења се обично искључују). Проучавањем минерала се бави минералогија.
Постоји преко 5.300 познатих минералних врста; ажурирано: март 2017., преко 5.230 којих је одобрила Међународна минеролошка асоцијација (IMA). Силикатни минерали сачињавају преко 90% Земљине коре. Разноликост и изобиље минералних врста је контролисано Земљином хемијом. Силицијум и кисеоник сачињавају приближно 75% Земљине коре, чиме се одражава предоминантност силикатних минерала.
Минерали се одликују различитим хемијским и физичким својствима. Минерали се разликују по њиховом хемијском саставу и кристалној структури, који су одређени геолошким окружењем минерала у време њиховог формирања. Промене температуре, притиска, или температуре, пресуре, или композиције стене узрокују промене њених минерала.
Минерали се могу описати по њиховим разним физичким својствима, која су зависна од њихове хемијске структуре и састава. Уобичајени обележавајући детаљи обухватају кристалну структуру и хабитус, тврдоћу, сјај, транспарентност, боја, огреб, јачина, калавост, лом, раздељивање, и специфична маса. Специфичнији тестови за описивање минерала обухватају магнетизам, укус или мирис, радиоактивност и реакције са киселинама.

## Дефиниција и класификација
Да би била сврстана у минерале, супстанца би морала бити чврста и мора имати кристалну структуру. Исто тако, мора се јављати у природи, као хомогена супстанца и имати одређени хемијски састав. Традиционалне дефиниције не укључују органске материје. Ипак, Интернационална Минералошка Асоцијација 1995. године усвојила је нову дефиницију:
минерал је елемент или хемијско једињење које је обично кристаласто и које је настало као резултат геолошких процеса.
Нове класификације укључују органску класу - нова Дана и Струнц класификациона схема.
Хемијски састав може варирати код коначних чланова минералног система. На пример, плагиоклас фелдспати састоје се од дуге серије натријумом богатих албита до калцијумом богатих анортита и четири препознатљива хемијска састава између њих. Супстанце попут минерала које не одговарају у потпуности дефиницији понекад се називају минералоидима. Минералоиди су природне супстанце, чија је структура парцијално кристална. Могу садржавати неправилну структуру заједно са правилном. Неки примери минералоида су опал и ћилибар. Остале супстанце у природи нису минерали. Кристална структура увелико утиче на физичке особине минерала, а најпознатији примери су дијамант и графит, који имају исти хемијски састав (угљеник), а различите особине. Дијамант је најтврђи минерал, док је графит изузетно мек. Ове особине су последица различите унутрашње грађе. Графит је слојевит, а дијамант има тродимензионалну структуру. Анатас и рутил су такође примери минерала са истим хемијским саставом (титанијум диоксид), а различитом структуром.

### Класификација
Класификација по Хјугу Штрунцу:
1. Класа : Самородни елементи
2. Класа : Сулфиди и сулфосоли
3. Класа : Халиди
4. Класа : Оксиди и хидроксиди
5. Класа : Нитрати карбонати и борати
6. Класа : Сулфати, хромати, молибдати и волфрамати
7. Класа : Фосфати, арсенати и ванадати
8. Класа : Силикатни минерали
9. Класа : Органске компоненте и минералоиди

Класификација по Џејмсу Дејни:
1. Класа : Самородни елементи
2. Класа : Сулфиди и сулфосоли
3. Класа : Оксиди и хидроксиди
4. Класа : Халиди
5. Класа : Нитрати карбонати и борати
6. Класа : Сулфати, арсенати и хромати
7. Класа : Фосфати, молибдати, ванадати и волфрамати
8. Класа : Силикатни минерали
9. Класа : Органски минерали

Теоретска хемијска формула минерала је јединствена и одређује само једну минералну врсту. Практично, стварни хемијски састав је варијабилан, јер су могуће изоморфне замене или присуство трагова нечистоћа. Релативна атомска маса или молекуларна маса се израчунавају из теоретске формуле.

### Подела према начину постанка
С обзиром на начин постанка, разликују се пирогени минерали који су настали кристализацијом из магме. Ако су настали из водених раствора, називају се хидратогенима, а ако су кристалисани из гасова и пара, пнеуматским минералима. Ако су минерали настали из вруће воде, реч је о хидротермалним минералима. Органогени минерали настали су деловањем организама у воденим растворима. Ако су настали деловањем биљака, говори се о фитогеним, а ако су настали деловањем животиња, зоогеним минералима.

## Хемијски састав
Минерали могу бити простијег или сложенијег хемијског састава. Ако у хемијском саставу неког минерала неки елемент има учешће од преко 1% он се назива макроелемент минерала а уколико је његово учешће мање од 1% тада се назива микроелемент или елемент примесе. Због веома малог садржаја у хемијском саставу количина микроелемената се изражава у посебним јединицама:
1  = 10-6 грама
1  = 10-9 грама
Хемијски састав минерала је од великог значаја при систематизацији и класификацији минералних врста (као што су самородни елементи, сулфиди, оксиди, карбонати, силикати и др.).

## Структура минерала
Кристална структура представља геометријску просторну уређеност атома у унутрашњој грађи минерала. Постоји 35 основних тродимензионалних кристалних решетки по којима су атоми уређени. Свака од њих припада неком од седам кристалних системи.

## Физичке особине минерала
У особине минерала спадају параметри који служе за описивање минерала и идентификацију а то су: боја минерала, боја огреба, сјајност, цепљивост, прелом. Поред овога битан параметар за идентификацију минерала је тврдина и магнетичност минерала. За идентификацију минерала испитује се хабитус (облик), кристална система, тест на укус, мирис, тест хлороводоничном киселином.

### Боја минерала
Боја минерала може бити:
- идиохроматска,
- алохроматска и
- псеудохроматска.

Идиохроматска боја је она која потиче од минерала, односно његова сопствена боја која зависи од хемијског састава и од структуре минерала.
Алохроматска боја се јавља као последица уклапања других минералних врста у процесу настанка минерала.
Псеудохроматска боја настаје од промена по површини минерала које су у виду скраме.
Боја минерала је један од параметара за идентификацију минерала при чему један минерал може имати неку боју (нпр. сумпор је жуте боје) али уколико у себи садржи примесу (микроелемент-мала количина неког елемента) зависно од врсте примесе боја може бити и значајно промењена.

### Боја огреба
Боја огреба је боја коју минерал превлачењем преко неглазиране керамичке плочице оставља као траг. Ово је један од поступака при идентификацији минерала и постоје две могућности:
1. боја огреба је боја минерала - нпр. минерали цинабарит, реалгар
2. боја огреба није боја минерала - нпр. минерал пирит.

Боја огреба при идентификацији минерала понекад може бити кључна. На пример, минерал хромит се разликује од стотину других минерала црне боје по свом карактеристичном чоколадно браон огребу.

### Сјајност
Сјајност представља начин на који површина минерала реагује на светлост. Она зависи од индекса преламања светлости, на основу кога се разликују три основне категорије: неметалична сјајност ( < 2,5), полуметалична сјајност (2,5 <  < 3,5) и металична сјајност ( > 3,5).
| n         | сјајност      |
| 0         | мат           |
| 1,3 - 1,9 | стакласта     |
| 1,9 - 2,5 | дијамантска   |
| 2,5 - 3,5 | полуметалична |
| > 3,5     | металична     |

У оквиру неметаличне сјајности дијамантску сјајност имају дијамант, церузит и англезит, стакласту сјајност има кварц.
Од неметаличних сјајности постоје још:
- седефаста сјајност коју имају листасти кристаласти агрегати,
- смоласта сјајност коју имају сфалерит и самородни сумпор
- свиласта - влакнасти кристаласти агрегати а
- мат сјајност се јавља када код минерала постоји одсуство сјаја.

| сјајност                | понашање светлости | понашање светлости | понашање светлости |
| сјајност                | рефлексија         | продирање          | апсорпција         |
| металична               | веома велика       | нема               | нема               |
| полуметалична           | средња             | нема               | нема               |
| дијамантска             | веома велика       | знатно             | мала               |
| стакласта               | велика             | знатно             | мала               |
| седефаста               | мала               | мало               | велика             |
| смоласта                | средња             | средње             | средња             |
| свиласта (или воскаста) | средња             | мало               | средња             |
| мат                     | нема               | нема               | велика             |

### Цепљивост и прелом
Приликом удара минерал се дели на два дела при чему се раздвајање минерала одиграло по површини која може бити:
- равна - цепљивост
- неравна - прелом.

Цепљивост се може одиграти у једном правцу, што је карактеристично за лискуне, у два правца (попут фелдспата), у три правца (попут калцита), и у више праваца као код флуорита. По изражености цепљивост може бити:
- врло савршена - какву имају листасти кристаласти агрегати,
- савршена цепљивост - (галенит, калцит, већина карбоната),
- јасна цепљивост - која се препознаје по делимично равној површини (пироксен),
- несавршена цепљивост - која се тешко уочава, и
- врло несавршена цепљивост - када постоји и прелом.

Преломи могу бити: 
- шкољкастог облика - шкољкасти,
- иверасти и
- потпуно неравни.

### Магнетичност
Магнетичност је особина која се јавља код неколицине минерала. Пример је магнетит, али и неколико других минерала могу бити привучени магнетом, као нпр. хромит и пиротин.

## Хемијске особине
Минерали се класификују према њиховом хемијском саставу. Следећа листа представља групе минерала према њиховој заступљености у Земљиној кори (приближно су поређани од највише до најмање заступљених):

### Силикатни минерали
Далеко највећа класа су силикатни минерали. Они сачињавају више од 95% стена. Главне компоненте силикатних минерала су силицијум и кисеоник, а садрже и алуминијум, магнезијум, гвожђе и калцијум, а такође и друге елементе. Класифицирају се према структури на одговарајуће поткласе. Неки од силикатних минерала су кварц, оливин, топаз, итд.

### Карбонатни минерали
Карбонатни минерали садрже карбонатни анјон. Карбонати се често акумулирају на морском дну, јер су љуштуре морских организама изграђене од карбоната. Такође се налазе у евапоритима. Растварањем и таложењем карбонатних минерала настају сталактити и сталагмити. Карбонатна класа укључује нитрате и борате. Неки од карбонатних минерала су калцит, арагонит, малахит, итд.

### Сулфатни минерали
Сулфатни минерали често настају у евапоритима при спором испаравању воде, где долази до кристализације сулфатних и халидних минерала. Сулфатни минерали се такође појављују у хидротермалним жилама, заједно са сулфидним рудама. Још један начин настајања сулфатних минерала је секундарна оксидација сулфидних минерала. Неки од сулфатних минерала су барит, гипс, целестин, итд. У сулфатну класу се убрајају и хромати, молибдати, селенати, сулфити, телурати и волфрамати.

### Халидни минерали
Халиди се као и сулфати често налазе у евапоритима. У халидне минерале спадају природне соли као што су халит (натријум хлорид), флуорит (калцијум флуорид), силвит (калијум хлорид), итд. У халиде спадају флуориди, хлориди, бромиди и јодиди. Типични халидни минерали су меки, могу бити транспарентни и генерално немају велику густину. Имају добру расцепљивост и обично су светлих боја.

### Оксидни минерали
Оксидни минерали су јако важна класа, јер се користе као руде за екстракцију вредних метала (нпр. хематит). Они такође носе податке о променама Земљиног магнетног поља. Обично се јављају близу површине Земљине коре, затим као продукти оксидације других минерала. Ова класа укључује и хидроксидне минерале. Велики диверзитет ове класе минерала се објашњава великом заступљеношћу кисеоника у Земљиној кори (преко 45% масених процената). Многи минерали из других класа би се могли сврстати под класу оксида (нпр. кварц 2, који ипак припада силикатним минералима), али се по конвенцији, ова група ограничава на некомплексне минерале који садрже кисеоник или хидроксид.

### Сулфидни минерали
Сулфидни минерали су економски важна класа минерала, јер се употребљавају као руде за добијање метала. Најважнији сулфидни минерали су пирит, халкопирит, галенит. У сулфидну класу спадају и селениди, телуриди, арсениди, антимониди и сулфосоли. Већина сулфидних минерал су непрозирни, металног сјаја, мале до средње тврдоће, високе густине, црног или сивог огреба и магматског постанка. Такође постоји и неколико стакластих и транспарентних минерала у сулфидној класи (нпр. цинабарит).

### Фосфатни минерали
У фосфатну класу спадају минерали који имају тетраедарску структуру , где је A фосфор, антимон, арсен или ванадијум. Основна тетраедарска јединица може се комбиновати са металним јонима у односу 1:1 или давати још комплексније комбинације са хидроксидним јонима, халогенима, или чак молекулима воде. Фосфатни минерали су стакластог до мутног сјаја, обично јако обојени, средње густине, средње тврдоће (4 - 7), ниског индекса преламања (осим ако не садрже олово). Најважнији фосфатни минерал је апатит. Фосфатни минерали служе као сировина за производњу фосфатних ђубрива.

### Самородни елементи
Ова класа укључује метале (нпр. злато, сребро, бакар), неметале (сумпор, угљеник) и неке природне легуре, силициде, нитриде и карбиде. Минерали самородних елемената су доста велика класа, јер обухватају јако распрострањену поткласу неметала. У ову класу улазе легуре, силициди, и друга једињења, па на први поглед може бити чудно што се у њу сврставају минерали који се састоје од више елемената, а не од само једног. Ова недоследност се објашњава тако што се у класу самородних елемената сврставају само минерали чије су хемијске везе сличне као у елементарном стању. Нпр. веза угљеник-угљеник каква постоји у дијаманту је слична вези угљеник-силицијум у моисаниту.

### Органска класа
Органски минерали су биогене супстанце код којих су геолошки процеси део генезе. У ову класу спадају неки оксалати, цитрати, ацетати и друге врсте. Органски минерали су ретка група минерала, која обухвата угљоводонике. Ове супстанце, по неким ауторима, не треба сврставати у минерале, јер дефиниција минерала не укључује органска једињења. Ипак, неки од органских минерала су нађени у Земљиној кори у облику великих кристала, који у потпуности личе на неорганске минерале.

## Минерали и стене
Минерал је природна чврста супстанца, дефинисаног хемијског састава и специфичне кристалне структуре. Стијена је агрегат једног или више минерала, која такође може да садржи органске остатке и минералоиде. Неке стене су предоминантно грађене од само једног минерала. Нпр. кречњак је седиментна стена, грађена само од једног минерала – калцита. Комерцијално важни минерали и стене се називају индустријски минерали. Најважнији фактор који одређује формирање минерала у стенама је њихов хемијски састав, јер до формирања долази ако је присутна довољна количина одговарајућих елемената. Нпр. кварц настаје у пешчарама и магматским стенама са великим садржајем силицијум диоксида. Такође, две врсте стена могу имати сличан хемијски састав, а потпуно различит састав минерала, што зависи од услова настанка.

## Драго камење
Драги камен је природни минерал са изузетним физичким особинама, који се може полирати и користити у накиту. Стриктно се у драго камење убрајају следећа четири минерала: дијамант, смарагд (варијетет берила) и два варијетета корунда (рубин и сафир). У драго и полудраго камење убрајају се и други минерали, а и неки минералоиди (нпр. опал, лапис лазули). Карактеристике драгог камења су лепота, трајност и реткост, док полудраго камење има само један или два од наведених квалитета. Драго камење се може појавити у свим геолошким материјалима, мада се већина налази у магматским стенама и седиментним алувијалним шљунцима. Метаморфне стене такође могу да садрже драго камење.

## Систематизација
За систематизацију минерала од значаја је хемијски састав минерала. Постоје:
1. Самородни елементи: самородни бакар (Cu), самородно сребро (Ag), самородно злато (Au), гвожђе (Fe), самородни сумпор (S), графит (C), дијамант (C)
2. Сулфиди: пирит, халкопирит, пентландит
3. Халиди
4. Оксиди и хидроксиди; настају везивањем кисеоника или хидроксилних (OH) група са металима или неметалима. Примери: спинел, гетит, хематит, магнетит, корунд. У ову групу се сврстава и лед.
5. Карбонати, нитрати, борати; овде спадају минерали који по хемијском саставу садрже угљену, азотну и борну киселину: арагонит, азурит, доломит, калцит, малахит
6. Сулфати, хромати, волфрамати, молибдати, ванадати: анхидрит, гипс, апатит, карнотит, леграндит, вулфенит, волфрамит
7. Фосфати, арсенати:
8. Силикати: алмандин, циркон, андалузит, топаз, берил, кордијерит, епидот, цојсит
9. Органски минерали

## Идентификација минерала
Pored navedenih fizičkih osobina, za identifikaciju minerala se koriste i hemijski i pirognostički testovi.

### Хемијски тестови
Реакција са јаким минералним киселинама (хлороводоничном, азотном, сумпорном, флуороводоничном, царском водом) је један од важних и брзих тестова идентификације минерала. Неки минерали реагују уз ослобађање гаса, што се види по појави мехурића. Нпр. калцит брзо реагује и одмах се ослобађа угљен-диоксид, док доломит реагује само у спрашеном стању. Флуорит ослобађа флуороводоник, који нагриза стаклено посуђе.

### Пирогностички тестови
Пирогностички тестови су брзе лабораторијске технике у минералогији, које уз употребу пламена омогућавају квалитативну идентификацију, без употребе комплексне опреме. Постоји пет основних тестова:
- пламени тест: Омогућава идентификацију на основу карактеристичне боје у пламену, која потиче од присуства неких хемијских елемената
- тест топљивости: Упоређује тачку топљења са референтним материјалом
- редукција на дрвеном угљу: Већина сулфидних минерала даје металну куглицу и на основу боје се одређује који је метал присутан. Приликом тестирања редукцијом на дрвеном угљу може се додати реагенс, који даје карактеристично обојење у присуству одређеног хемијског елемента. Типични реагенси су 5%-тни кобалт (II) нитрат и сумпор јодид (који се генерише in situ мешањем стехиометријских количина сумпора и јода са спрашеним минералом).

Обојење при реакцији са :
| Боја             | Хемијски елемент                        |
| ---------------- | --------------------------------------- |
| Сива до црне     | Баријум, стронцијум, калцијум, ниобијум |
| Плаво-сива       | Берилијум                               |
| Ружичасто-сива   | Тантал                                  |
| Ружичаста        | Магнезијум                              |
| Плава            | Алуминијум                              |
| Тамноплава       | силицијум                               |
| Жуто-зелена      | Титанијум                               |
| Зелено-плава     | Калај                                   |
| Сиво-зелена      | Антимон                                 |
| Смарагдно-зелена | Цинк                                    |
| Тамнољубичаста   | Цирконијум, арсен, бор, фосфор          |

Обојење при реакцији са сумпор јодидом:
| Боја             | Хемијски елемент |
| ---------------- | ---------------- |
| Ултрамарин-плава | Молибден         |
| Плаво-зелена     | Волфрам          |
| Наранџаста       | Арсен, антимон   |
| Црвено-смеђа     | Селен            |
| Ружичасто-смеђа  | Телур            |
| Смеђа            | Бизмут           |
| Смеђе-зелена     | Кобалт           |
| Златна           | Олово            |
| Жута             | Сребро           |
| Жуто-смеђа       | Калај            |
| Жута и црвена    | Жива             |

- тест у отвореној и затвореној цеви: Код теста у затвореној цеви посматрају се промене материјала, ослобађање гасова или сублимација. Код теста у отвореној цеви долази до оксидације минерала и ослобађања гасова као реакционих продуката (нпр. сумпор диоксид)
- бораксна перла (бораксна бисерка): Идентификација се врши на основу боје стакласте перле која настаје топљењем са бораксом.

Тест са бораксном перлом:
| Боја перле      | Оксидујућа      | Редукујућа       |
| --------------- | --------------- | ---------------- |
| Безбојна        | тх:             | Al, Si Sn, алкални метали |
| Безбојна        | нз:             | т: ; тх:         |
| Сива/непрозирна | пз:             | Ag, Bi, Cd, Ni, Pb, Sb, Zn; з: ; пз:       |
| Плава           | х: ; th:        | тх:              |
| Зелена          | х: ; т:         | Cr; тх: U; пз: ; х: |
| Црвена          | х: i; т:        | х:               |
| Жута/смеђа      | т, нз: Fe, U, V; т, пз: | ; т:             |
| Љубичаста       | т: ; тх:        | х:               |

У табели су кориштене следеће скраћенице: т- топла, х - хладна, тх - топла или хладна, нз - незасићена, з - засићена и пз - презасићена.

## Галерија
- Кварц
- Флуорит
- Пироморфит
- Сфалерит
- Малахит
- Калцит
- Сумпор